# Trevor (X-Files)
Trevor (Trevor) est le 17e épisode de la saison 6 de la série télévisée X-Files. Dans cet épisode, Mulder et Scully recherchent un prisonnier évadé qui peut passer à travers les objets solides.

## Résumé
Dans une prison du comté de Jasper (Mississippi), le prisonnier Wilson "Pinker" Rawls est enfermé dans un cabanon durant le passage d'une tornade. Le cabanon est entièrement détruit par l'ouragan et Pinker porté disparu. Peu après, le gardien responsable de son enfermement est retrouvé mort coupé en deux dans son bureau dont la porte était fermée à clé de l'intérieur. Mulder et Scully arrivent pour enquêter.

## Distribution
- David Duchovny : Fox Mulder
- Gillian Anderson : Dana Scully
- John Diehl : Wilson "Pinker" Rawls
- Tuesday Knight : Jackie Gurwitch
- Frank Novak : le capitaine Raybert Fellowes
- David Bowe : Robert Werther
- Catherine Dent : June Gurwitch

## Accueil

### Audiences
Lors de sa première diffusion aux États-Unis, l'épisode réalise un score de 10,4 sur l'échelle de Nielsen, avec 16 % de parts de marché, et est regardé par 17,60 millions de téléspectateurs.

### Accueil critique
L'épisode recueille des critiques mitigées. Dans son livre, Tom Kessenich estime que la série donne « une solide preuve qu'elle peut offrir un monstre-de-la-semaine percutant ». Le site Le Monde des Avengers lui donne la note de 3/4. Paula Vitaris, de Cinefantastique, lui donne la note de 2,5/4.
Todd VanDerWerff, du site The A.V. Club, lui donne la note de C. Dans leur livre sur la série, Robert Shearman et Lars Pearson lui donnent la note de 2/5.